# Rattus marmosurus
Rattus marmosurus  (Thomas, 1921) è un roditore della famiglia dei Muridi endemico di Sulawesi.

## Descrizione

### Dimensioni
Roditore di medie dimensioni, con la lunghezza della testa e del corpo tra 193 e 230 mm, la lunghezza della coda tra 230 e 263 mm, la lunghezza del piede tra 36 e 43 mm, la lunghezza delle orecchie tra 13 e 24 mm e un peso fino a 230 g.

### Aspetto
La pelliccia è molto lunga, soffice e senza peli spinosi. Il colore del dorso è bruno-rossastro, i singoli peli grossolanamente striati di nero e rossiccio, mentre le parti ventrali sono bianco-grigiastre. Il dorso delle zampe è marrone, mentre le dita sono biancastre. La coda è più lunga della testa e del corpo, finemente ricoperta di peli, nerastra per il primo terzo, bianca nella parte terminale. Le femmine hanno un paio di mammelle pettorali e due inguinali.

## Biologia

### Comportamento
È una specie principalmente terricola, sebbene sia stata osservata spesso sugli alberi.

### Alimentazione
Si nutre di frutta, principalmente di specie native di Ficus.

### Riproduzione
Danno alla luce 1-3 piccoli alla volta.

## Distribuzione e habitat
Questa specie è diffusa nella penisola settentrionale e nella parte centrale di Sulawesi.
Vive nelle foreste di pianura e montane tra 122 e 1.006 metri di altitudine. Non sembra essere presente in foreste secondarie, sebbene sia stata osservata in piantagioni e boschi di Bambù sempre vicino a foreste integre.

## Conservazione
La IUCN Red List, considerato il vasto areale a tutte le altitudini, classifica R.marmosurus come specie a rischio minimo (Least Concern).